# Papsapka kaktusz
A papsapka kaktusz (püspökkaktusz, Astrophytum myriostigma) a kaktuszfélék (Cactaceae) családjába tartozó kaktuszformák (Cactoideae) alcsaládjának és csillagkaktusz nemzetségének egyik, dísznövényként sokfelé, így Magyarországon is kedvelt faja.

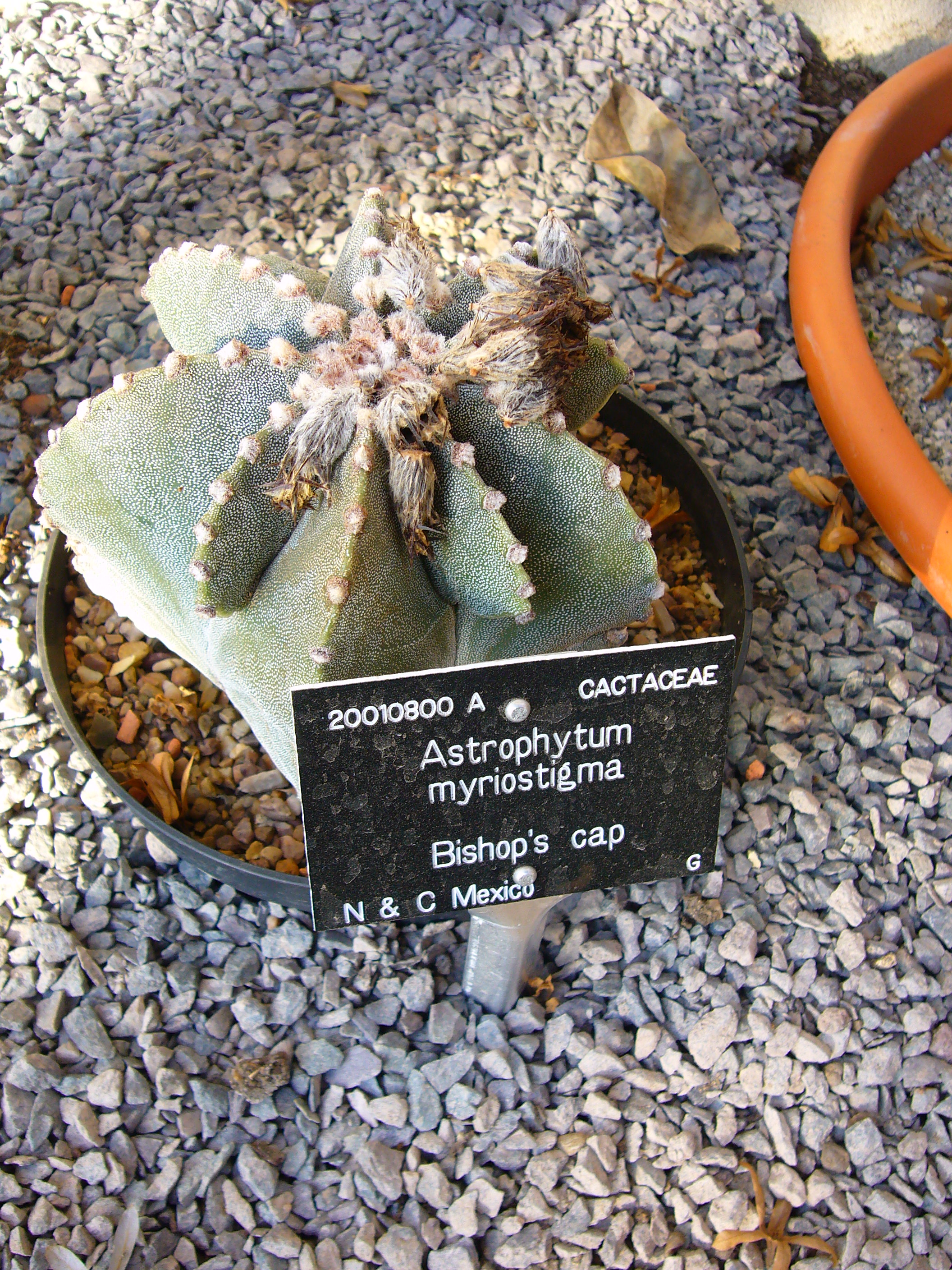

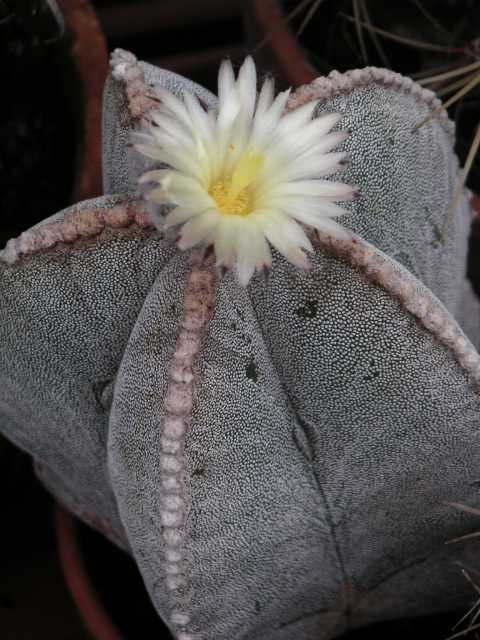

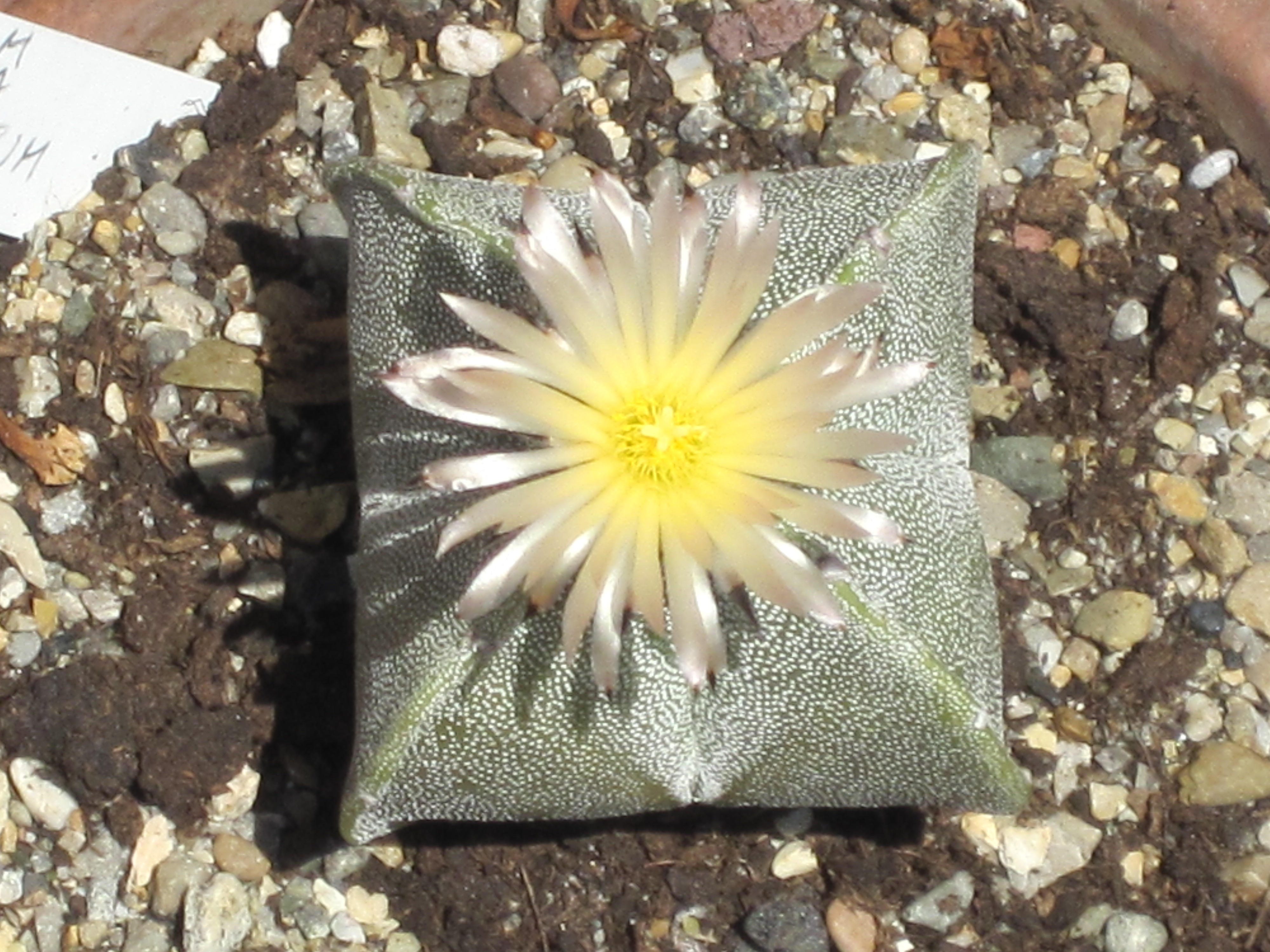
Astrophytum myriostigma quadricostatum

## Elterjedése, élőhelye
Mexikóból származik.

## Megjelenése
Ennek a kis termetű gömbkaktusznak a bordái csúcsosak, és mivel az alapjuk nagyon széles, a kaktusz fölülnézetben csillag alakú. A bordák középvonalában ülő, gyapjas areoláin nem nőnek tövisek. Bőrszövetét olyan sűrűn borítják a pikkelyszőr csomócskák, hogy alattuk a növény eredeti színe ki se vehető.
Selymes fényű, sárga virágain a szirom alakú csészelevelek csúcsa általában fekete. Termése piros, hosszúkás.

## Életmódja, termesztése
Nyaranta többször is virágzik.

## Alfajok, változatok
- Astrophytum myriostigma var. columnare teste megnyúlt, virágai kisebbek és halványabb sárgák.
- Astrophytum myriostigma var. quadricostatum négy bordájú.
- Astrophytum myriostigma var. strongylogonum bordái kevésbé élesek (kissé domborúak), virága nagyobb, világossárga.
- Astrophytum myriostigma var. nudum teljesen zöld bőrű, pikkelyszőr nélküli változat, amit éppen ezért a tűző naptól óvni kell.